# Gina Rippon
Gina Rippon (nacida en 1950) es una neurocientífica y feminista británica. Es profesora emérita de neuroimágenes cognitivas en el Aston Brain Centre de la Universidad de Aston, Birmingham. Rippon también ha formado parte del consejo editorial del International Journal of Psychophysiology. En 2019, Rippon publicó su libro Gendered Brain: The New Neuroscience that Shatters the Myth of the Female Brain (La nueva neurociencia que rompe el mito del cerebro femenino), que investiga el papel de las experiencias de la vida y la biología en el desarrollo del cerebro.

## Carrera

### Investigadora
Rippon obtuvo su doctorado en 1982 en psicología fisiológica y luego se centró en los procesos cerebrales y la esquizofrenia. La investigación de Rippon aplica técnicas de imágenes cerebrales, en particular la electroencefalografía (EEG) y la magnetoencefalografía (MEG), y utiliza los paradigmas de la neurociencia cognitiva para estudiar los procesos cognitivos normales y anormales. Su trabajo también se ha centrado en los trastornos del espectro autista y en la dislexia del desarrollo.

### Cerebro de género
En 2019, Rippon publicó su libro, Gendered Brain: La nueva neurociencia que rompe el mito del cerebro femenino.

#### Revisiones
Las críticas de la obra de Rippon han sido "positivas", según el agregador de críticas Book Marks, con tres críticas favorables, cuatro positivas y tres mixtas.
En una reseña para Nature, la neurocientífica Lise Elliot escribió que el libro de Rippon logra su objetivo de desacreditar el concepto de un cerebro de género. Rhonda Voskuhl y Sabra Klein, de la Organización para el Estudio de las Diferencias Sexuales, respondieron en Nature a la reseña de Eliot, argumentando en contra de la idea de que las diferencias de comportamiento entre los sexos se deben sólo a la cultura, y criticando la afirmación de Eliot de que el cerebro "no tiene más género que el hígado o los riñones o el corazón". Afirman que los efectos biológicos y culturales no son mutuamente excluyentes, y que las diferencias de sexo ocurren también en los animales, que no se ven afectados por la cultura. En una reseña para The Times, el psicólogo Simon Baron-Cohen declaró que "la mayoría de los biólogos y neurocientíficos están de acuerdo en que la biología prenatal y la cultura se combinan para explicar las diferencias sexuales promedio en el cerebro". Argumenta que Rippon "[se] encajona en una posición extremista al argumentar que todo es cultura y nada de biología". Escribiendo para The Guardian, Rachel Cooke escribe que el libro es un "brillante desmitificador de la noción de un 'cerebro femenino'". En una reseña mixta en el New York Journal of Books, Jane Hale señaló que el libro podría mejorarse encontrando "un científico social con el que asociarse".

## Opiniones

### Crítica a la "neurobasura"
Rippon critica lo que ella ve como la tergiversación y el secuestro de la neurociencia, lo que ella llama 'basura neurológica'. "La lógica de su argumento es que los hombres y las mujeres son biológicamente diferentes, los hombres y las mujeres son diferentes en cuanto a su comportamiento, por lo que sus diferencias de comportamiento son causadas biológicamente y no pueden y, lo que es más importante, no deben ser cuestionadas o cambiadas. Mi objetivo es... producir una guía para detectar tales 'tonterías neuronales'." Los neurólogos, dice, "extrapolan salvajemente" sus datos y creen que su ciencia puede ser usada para la "ingeniería social" para reforzar los roles y el estatus percibidos del hombre y la mujer. Ella dice que los neurotrabajadores perpetúan la idea "de que la biología es el destino". Si eres biológicamente diferente, eso es todo y si luchas contra ello de alguna manera en particular, eso va a ser perjudicial". Rippon cita el trabajo de Louann Brizendine como ejemplos de neurotrastrash y también ha criticado los experimentos realizados por Simon Baron-Cohen.

### Las diferencias de sexo en el cerebro
Rippon no cree que haya un "tipo de elemento único como un cerebro masculino o femenino", sino que "todo el mundo está realmente compuesto de un patrón completo de cosas, que es tal vez debido a su biología y tal vez debido a sus diferentes experiencias en la vida". Ella plantea la idea de que "cada cerebro es diferente de todos los demás cerebros".
Rippon también se opone al "continuo énfasis en explicaciones 'esencialistas', basadas en el cerebro, tanto en la comunicación pública como en la investigación de muchas formas de desequilibrio de género". Cuando se le pidió un momento "decisivo" comparable en la ciencia para comparar sus hallazgos, Rippon respondió "la idea de la Tierra girando alrededor del sol".
Rippon afirma que "creo que hay diferencias de sexo en el cerebro; es inevitable que las haya, con respecto a los diferentes papeles en el proceso reproductivo". Amplió que, al hablar de las diferencias cerebrales, "hay diferencias de sexo a las que debemos prestar atención, pero el poder que se atribuye a la biología es lo que hay que desafiar".

## Apariciones en los medios de comunicación
Rippon apareció en el programa Today de la BBC Radio 4 junto con el profesor Robert Winston y el programa de la BBC No More Boys And Girls: ¿Pueden nuestros niños ser libres de género? Fue entrevistada en el podcast NOUS sobre la publicación de su libro The Gendered Brain, donde respondió a sus críticos.